# Нед и Ньютон
Нед и Ньютон — канадско-немецкий мультсериал, впервые показанный по телеканалу Teletoon в 1997 году. В России транслировался по телеканалу KidsCo.

## Сюжет
9-летний мальчик Нед Флемкин покупает в магазине питомцев себе тритона, которого называет Ньютоном. Ньютон оказывается единственным зверьком, который мог быть куплен Недом за деньги, которые он тогда имел.
После того, как Нед вернулся домой вместе с Ньютоном, он стал возмущаться от того, что Ньютон ничего не умеет делать. В ответ на возмущения продавец магазина питомцев продаёт Неду специальный энергетик под названием «Зиппо», но предупреждает о том, что надо быть с ним осторожным.
Ночью Ньютон ест немного «Зиппо», а потом происходит превращение из тритона размером в несколько сантиметров в тритона размером в два метра. Когда Нед застаёт двухметрового Ньютона за просмотром телевизора, Ньютон доказывает своему хозяину, что он является его питомцем. Помимо большого размера своего телосложения Ньютон также демонстрирует способности своей метаморфозы, а именно он превращается в абсолютно любого человека, предмета или другого животного, и делает это в зависимости от того, как он предпочитает реагировать на то, что он видит и слышит. Форма реакции всегда шутливая.
С момента знакомства Неда и Ньютона во всей его красе у них происходят различные приключения… которые либо заканчиваются, либо прерываются в тот момент, когда действие энергетика «Зиппо» заканчивается, тем самым двухметровый Ньютон превращается обратно в маленького тритона.

## Релиз на домашнем видео
23 марта 1999 года компанией Paramount Home Entertainment были выпущены 3 VHS-кассеты под названиями «Home Alone with Newt», «Jurassic Joyride» и «Saturday Night Fervor», содержавшие по две серии мультсериала в каждой. В Канаде мультсериал распространялся компанией Telegenic Entertainment.

## Награды
| Название премии            | Номинация                                          | Статус    |
| -------------------------- | -------------------------------------------------- | --------- |
| Премия «Джемини» (1998)    | Лучшая детская или молодёжная телепрограмма        | Номинация |
| Премия «Джемини» (1999)    | Лучший сценарий в детской или молодёжной программе | Номинация |
| Гильдия сценаристов Канады | специальная награда                                | Победа    |